# Cal Mestre de Cellers
Cal Mestre és una casa del nucli de Cellers, al municipi de Torà (Solsonès), inclosa a l'Inventari del Patrimoni Arquitectònic de Catalunya.

## Descripció
Es tracta d'una casa rural reformada, assentada sobre un desnivell de terreny, dins el nucli de Cellers.

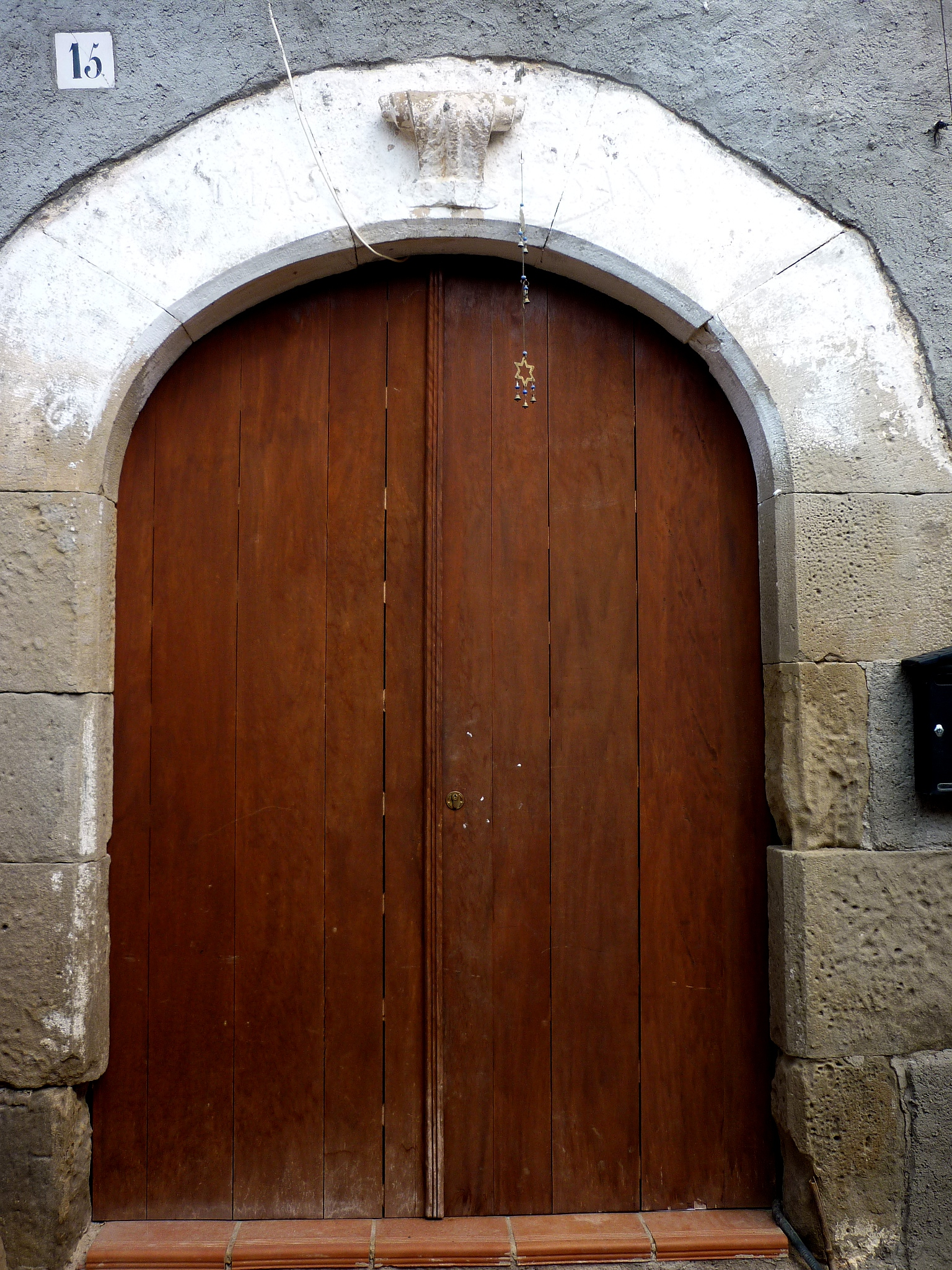
Portal

A la façana principal (sud), a la planta baixa, al centre, hi ha l'entrada amb arc de mig punt. A la clau de l'arc hi ha una petita decoració escultòrica, com si fos un rotlle. A cada contraclau una inscripció: MAS-SANA. A l'esquerra de l'entrada hi ha una petita espitllera. A la planta següent, al centre hi ha un balcó amb barana de ferro, i a cada costat d'aquest hi ha una finestra. A les golfes hi ha tres petites obertures. A la façana oest, a la planta baixa, hi ha un contrafort i una finestra a la seva esquerra. A la planta següent, hi ha dues finestres i a les golfes una petita obertura. La façana nord es troba a l'altura del terreny.
La coberta és dos vessants (nord-sud), acabada amb teules.